# Herbert Eibensteiner
Herbert Eibensteiner (* 25. August 1963 in Linz) ist ein österreichischer Manager. Er ist seit 2012 Vorstandsmitglied der Voestalpine AG und seit dem 3. Juli 2019 Vorstandsvorsitzender.

## Leben
Herbert Eibensteiner studierte Maschinenbau/Betriebswissenschaft an der Technischen Universität Wien. Das Studium schloss er 1988 als Diplomingenieur ab. Eine postgraduale Ausbildung absolvierte er an der Linzer Management Akademie (LIMAK).
1989 begann er seine berufliche Laufbahn bei der voestalpine als Betriebsingenieur für Instandhaltung, von 1993 bis 2000 hatte er verschiedene Führungspositionen in den Bereichen Instandhaltung Kaltwalzwerke, Qualitätsmanagement, Arbeitssicherheit und Umweltschutz inne. Im Jahr 2000 wurde er technischer Geschäftsführer der Voestalpine Krems GmbH.
2012 wurde er Mitglied des Konzernvorstands der voestalpine AG und zum Leiter der Metal Forming Division bestellt, in der er zusammen mit der Steel Division das so genannte phs-Verfahren für Leichtbau-Karossierieteile entwickelte. „phs“ steht dabei für presshärtender Stahl, was höhere Festigkeit bei weniger eingesetztem Material bedeutet.
Im Oktober 2014 kehrte er von Krems an der Donau nach Linz zurück und übernahm von Wolfgang Eder die Leitung der Steel Division.
Im Juni 2018 kündigte Wolfgang Eder an, Mitte 2019 aus dem Vorstand der Voestalpine auszuscheiden. Herbert Eibensteiner wurde vom Aufsichtsrat zum Vorstandsvorsitzenden der Voestalpine AG beginnend mit 3. Juli 2019 bestellt. Im August 2023 wurde sein Mandat als Vorstandsvorsitzender der Voestalpine AG vom Aufsichtsrat um weitere fünf Jahre bis 2029 verlängert.
Eibensteiner war von 2014 bis 2020 einer der Vizepräsidenten des europäischen Stahlverbandes Eurofer. Im Juni 2019 wurde er zum Vizepräsidenten der Industriellenvereinigung (IV) Oberösterreich gewählt. Im Juni 2022 wurde er unter dem neu gewählten Präsidenten Stefan Pierer als Vizepräsident der IV Oberösterreich für eine weitere Funktionsperiode bestätigt, ebenso im Juni 2025 unter Präsident Thomas Bründl für die Funktionsperiode 2025 bis 2028
Vom Industriemagazin wurde Eibensteiner 2021 auf der Liste der einflussreichsten österreichischen Manager auf Platz zehn gereiht. Mit einem Jahresgehalt von 4,5 Millionen Euro belegte er 2023 den dritten Platz unter den ATX-Vorstandsvorsitzenden. Herbert Eibensteiner ist Vater von vier Kindern.

## Auszeichnungen
- 2023: Deloitte CEO & CFO Award in der Kategorie Energie und rohstoffnahe Industrie mit Robert Ottel (CFO)[22]